# Diospyros bipindensis
Diospyros bipindensis là một loài thực vật có hoa trong họ Thị. Loài này được Gürke mô tả khoa học đầu tiên năm 1898.